# Riker Lynch
Riker Anthony Lynch (ur. 8 listopada 1991 w Littleton) – amerykański aktor telewizyjny, piosenkarz, muzyk, kompozytor, najbardziej znany z roli Jeffa w serialu Glee.
Jest najstarszym z pięciorga dzieci Marka i Stormie Lynchów. W wieku trzech lat Riker rozpoczął naukę śpiewu, a później zaczął brać lekcje tańca. On i jego siostra Rydel uczyli się grać na fortepianie, razem brali udział w konkursach tanecznych.
W 2007 wraz z rodziną przeniósł się do Los Angeles w Kalifornii, aby rozpocząć karierę jako aktor. Obecnie gra w zespole R5 wraz z rodzeństwem Rossem, Rockym i Rydel oraz z najlepszym przyjacielem Ellingtonem Ratliffem.

## Filmografia

### Filmy
- 2008: Sunday School Musical jako chórzysta Crossroads
- 2010: Suicide Dolls jako Hip Kid
- 2010: School Girls jako on sam
- 2011: A Day as Holly's Kids (film krótkometrażowy) jako Johnny
- 2011: Glee: The 3D Concert Movie jako Jeff
- 2012: Lost Angeles (film krótkometrażowy) jako Jhonny
- 2013: City of Jerks jako Sketch Ball
- 2017: Colossal Youth  jako Greg Randle
- 2017: Voyeur  jako Danny

### Telewizja
- 2009: So You Think You Can Dance (sezon 5 odcinek 11) jako on sam
- 2010: Zeke i Luther (Zeke and Luther; sezon 2 odcinek 24) jako Goin' Zoomin' Dancer
- 2010–2013: Glee jako Jeff
- 2013: Wedding Band (sezon 1 odcinek 5) jako Just'a Krush Member
- 2015: Dancing with the Stars (20 edycja)